# Mocho-funéreo

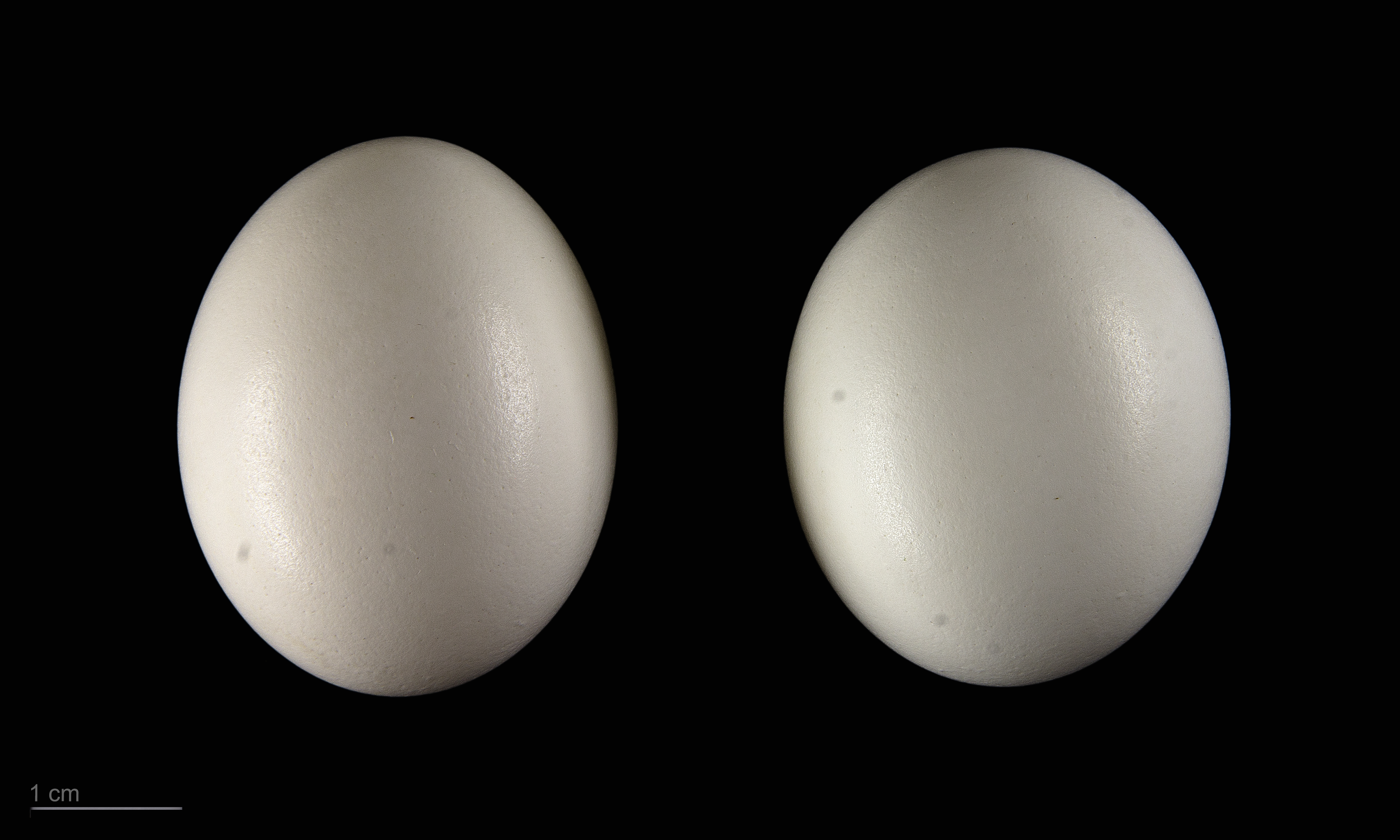
Aegolius funereus funereus - MHNT

Mocho-funéreo  (Aegolius funereus) é uma espécie de ave da família Strigidae.

## Distribuição geográfica
Pode ser encontrada nas florestas boreais e sub-alpinas do norte da América do Norte e norte da Eurásia, ocorre também em regiões mais ao sul, principalmente em cadeias montanhosas, como Montanhas Rochosas, Pirenéus, Alpes, Balcãs e Cáucaso.

## Subespécies
Sete subespécies são reconhecidas:
- A. f. richardsoni - América do Norte, do Alasca através das Montanhas Rochosas e a leste até o sudoeste do Canadá e noroeste dos Estados Unidos
- A. f funereus - da Escandinávia ao sul até os Pirenéus e a leste até os Urais
- A. f. pallens - do sudeste da Sibéria ao Tian Shan, na China
- A. f. caucasicus - Cáucaso
- A. f. magnus - Sibéria Oriental de Kolyma a península de Kamchatka
- A. f. beickianus - do noroeste da Índia ao oeste da China
- A. f. sibiricus - Sibéria